# Jakob Lange
Jakob Lange (* 5. August 1995 in Flintsbach am Inn) ist ein deutscher Nordischer Kombinierer, der für den WSV Kiefersfelden startet.

## Werdegang
Lange, der mehrere Titel als Deutscher Jugend- beziehungsweise Juniorenmeister sammeln konnte, gab sein internationales Debüt als Vierzehnjähriger bei den Nordischen Skispielen der OPA 2010 in Eisenerz. Dabei gewann er direkt als Zweiter hinter Tom Lubitz sowie vor Andreas Wellinger die Silbermedaille im Schülerwettkampf. Mit der Staffel verpasste er knapp die Medaillenränge. In den folgenden Jahren nahm er regelmäßig an Jugendwettbewerben teil. Besonders der Alpencup stellte ein wichtiges Wettkampfformat in der Entwicklung des jungen Sportlers dar. Bereits im Januar 2011 belegte er mit dem zweiten Platz in Hinterzarten erstmals das Podest in dieser Wettkampfserie der OPA. Beim Europäischen Olympischen Winter-Jugendfestival 2011 in Liberec lief er im Einzel auf den vierzehnten Rang und konnte zudem gemeinsam mit David Welde Silber hinter dem österreichischen Duett im Teamsprint gewinnen. Rund eine Woche später gewann er die Goldmedaille mit dem Team bei den Nordischen Skispielen der OPA 2011 in Baiersbronn. Diesen Titel konnte er ein Jahr später bei den Nordischen Skispielen der OPA 2012 in Žiri und Pokljuka verteidigen sowie im Jugendwettbewerb die Silbermedaille hinter Paul Gerstgraser gewinnen. Seinen ersten Alpencup-Sieg feierte er im Sprint Ende September 2012 in Oberstdorf.
Mit diesen Erfolgen aus dem Jugendbereich im Rücken startete Lange Mitte Dezember 2012 erstmals in Park City im Continental Cup. Diese Nominierung konnte er mit drei Platzierungen unter den besten Zehn, darunter ein vierter Rang, mehr als rechtfertigen. Bei den Junioren-Weltmeisterschaften im Januar 2013 in Liberec gewann er mit dem deutschen Team (bestehend aus Michael Schuller, David Welde und Manuel Faißt) die Goldmedaille. In den Einzelwettbewerben belegte er die Ränge neun und zehn. Kurze Zeit später startete Lange im Februar 2013 in Almaty zum ersten Mal im Weltcup, verpasste jedoch knapp die Punkteränge. Im restlichen Saisonverlauf ging er daher wieder im Continental Cup an den Start, wo er konstant starke Leistungen erbringen konnte. Am letzten Wochenende in Rovaniemi erreichte er letztlich sowohl im Teamsprint als Dritter gemeinsam mit Andreas Günter sowie im Gundersen Einzel über 15 Kilometer als Zweiter hinter Alessandro Pittin das Podium. In der Gesamtwertung belegte er den siebten Rang.
Nachdem er im Sommer 2013 erfolglos im Grand Prix gestartet war, holte sich Lange sein Selbstvertrauen für den folgenden Winter Ende September mit einem Sieg im Alpencup. Zum Saisonstart 2013/14 war Lange Teil des deutschen Kaders beim Weltcup-Auftakt in Ruka. Dort gewann er seine ersten vier Weltcup-Punkte. Eine Woche später erreichte er mit dem zwölften Rang beim Gundersen Einzel in Lillehammer bereits sein bestes Ergebnis der Saison. Bei den Junioren-Weltmeisterschaften 2014 in Val di Fiemme wurde er mit dem Team Zweiter und bei den Einzelstarts Siebter und Zehnter. Die Saison schloss er auf dem 39. Platz in der Weltcup-Gesamtwertung ab.
In der Folgesaison 2014/15 war Lange, der kurz zuvor bei den Deutschen Meisterschaften im Teamsprint zusammen mit Johannes Rydzek seinen ersten Meistertitel gewann, konstant Teil des Weltcup-Teams. Nur um zu den Junioren-Weltmeisterschaften nach Almaty zu fahren, verzichtete er auf zeitgleiche Weltcup-Starts. Die Junioren-WM stellte sich als seine erfolgreichste heraus, sodass er zweimal Silber und einmal Bronze gewann. In der Weltcup-Gesamtwertung erzielte er den 30. Platz. Auch im Winter 2015/16 erreichte Lange regelmäßig die Punkteränge. Im Februar 2016 bedeuteten die beim Wettkampf in Seefeld zugezogenen Innenband- und Meniskusrisse ein verfrühtes Saisonaus. Immerhin verheilte die Verletzung gut, sodass er bereits im Sommer sein Comeback im Grand Prix feiern konnte. Dennoch konnte er zunächst nicht ganz an die Leistungen der Vorjahre anknüpfen, wobei er durchaus immer wieder die Punkteränge im Weltcup 2016/17 erreichen konnte. Mitte Februar 2017 sorgte er schließlich für eine große Überraschung, als er beim Gundersen Einzel in Sapporo den vierten Rang belegte.
Zu Beginn des Grand Prix 2017 erreichte er in Oberwiesenthal beim Teamsprint gemeinsam mit Vinzenz Geiger als Dritter das Podest. Aus gesundheitlichen Gründen musste er allerdings in der Saison 2017/2018 eine längere Trainings- und Wettkampfpause einlegen. Er hatte mit einer Stoffwechselerkrankung zu kämpfen. Im Dezember 2018 kehrte er im Rahmen des Continental Cups zum Leistungssport zurück. Insgesamt erreichte er sowohl im Einzel als auch mit dem Team zweimal das Podest im Continental Cup, den er auf dem fünften Platz in der Gesamtwertung abschloss. Sein Saisonhöhepunkt stellte sein Comeback ins Weltcup-Team bei den Wettkämpfen in Klingenthal Anfang Februar 2019 dar, wo er an beiden Wettkampftagen Weltcup-Punkte sammeln konnte.
Zu Beginn des Sommers 2019 trat Lange im Grand Prix an. Beim Gundersen Einzel in Oberwiesenthal wurde er als Zwölfter zum ersten Mal in seiner Karriere bester DSV-Starter bei einem Wettbewerb der höchsten Kategorie. In der Gesamtwertung belegte er schließlich den 41. Platz. Mitte Dezember 2019 gewann Lange seinen ersten Wettbewerb im zweitklassigen Continental Cup. Nachdem er bereits als Fünfter nach dem Springen im Utah Olympic Park Jumps in Park City auf die Loipe gegangen war, ließ er der Konkurrenz mit der besten Laufzeit keine Chance. Auch an den beiden darauffolgenden Tagen war er weder im Massenstart noch im Gundersen Einzel zu schlagen. Daraufhin wurde Lange eine Woche später beim Weltcup-Rennen in der Ramsau eingesetzt, wo er acht Punkte sammeln konnte und sein bestes Weltcup-Ergebnis seit mehr als zweieinhalb Jahren einfuhr. Im weiteren Saisonverlauf startete Lange wieder im Continental Cup, dessen Gesamtwertung er letztlich mit großem Vorsprung gewinnen konnte. Nachdem aufgrund der COVID-19-Pandemie im Sommer 2020 keine internationalen Wettkämpfe veranstaltet wurden, ging Lange erst im Oktober bei den deutschen Meisterschaften im heimischen Oberstdorf wieder bei einem Wettbewerb an den Start. Nachdem er im Gundersen Einzel als Siebter auf die Loipe gegangen war, lief er mit der zweitbesten Laufzeit noch auf den Bronzerang und gewann so seine erste Einzelmedaille bei den nationalen Meisterschaften.
Zum Auftakt in die Saison 2021/22 gewann Lange vier Continental-Cup-Rennen in Folge, womit er Deutschland einen zusätzlichen Kaderplatz für die zweite Weltcup-Periode sicherte. Am 7. Januar 2022 war Lange in Val di Fiemme gemeinsam mit Cindy Haasch, Jenny Nowak und Terence Weber Teil der deutschen Mixed-Staffel, die beim historisch ersten Mixed-Team-Wettbewerb im Weltcup den dritten Rang erreichte.
Sonstiges
Lange besuchte die CJD Christophorusschulen Berchtesgaden, die er 2015 mit dem Abitur abschloss. Seit 2015 ist er Mitglied des Zoll-Ski-Teams.

## Erfolge

### Continental-Cup-Siege im Einzel
| Nr. | Datum             | Ort           | Disziplin                  |
| --- | ----------------- | ------------- | -------------------------- |
| 01. | 13. Dezember 2019 | Park City     | Gundersen Normalschanze    |
| 02. | 14. Dezember 2019 | Park City     | Massenstart Normalschanze  |
| 03. | 15. Dezember 2019 | Park City     | Gundersen Normalschanze    |
| 04. | 22. Februar 2020  | Eisenerz      | Massenstart Normalschanze  |
| 05. | 7. März 2020      | Lahti         | Gundersen Großschanze      |
| 06. | 8. März 2020      | Lahti         | Gundersen Großschanze      |
| 07. | 11. März 2020     | Nischni Tagil | Gundersen Normalschanze    |
| 08. | 12. März 2020     | Nischni Tagil | Gundersen Normalschanze    |
| 09. | 11. Dezember 2020 | Park City     | Gundersen Normalschanze    |
| 10. | 26. November 2021 | Nischni Tagil | Gundersen Normalschanze    |
| 11. | 27. November 2021 | Nischni Tagil | Gundersen Normalschanze    |
| 12. | 4. Dezember 2021  | Zhangjiakou   | Gundersen Normalschanze    |
| 13. | 5. Dezember 2021  | Zhangjiakou   | Gundersen Großschanze      |
| 14. | 5. März 2022      | Lahti         | Gundersen Großschanze      |
| 15. | 6. März 2022      | Lahti         | Gundersen Großschanze      |
| 16. | 13. März 2022     | Park City     | Gundersen Normalschanze    |
| 17. | 19. März 2022     | Whistler      | Gundersen Normalschanze    |
| 18. | 25. März 2022     | Lake Placid   | Gundersen Normalschanze    |
| 19. | 26. März 2022     | Lake Placid   | Gundersen Normalschanze    |
| 20. | 8. Dezember 2023  | Lillehammer   | Gundersen Normalschanze    |
| 21. | 8. März 2024      | Lahti         | Compact Sprint Großschanze |
| 22. | 10. März 2024     | Lahti         | Gundersen Großschanze      |
| 23. | 31. Januar 2025   | Lillehammer   | Gundersen Normalschanze    |
| 24. | 1. Februar 2025   | Lillehammer   | Gundersen Normalschanze    |
| 25. | 2. Februar 2025   | Lillehammer   | Gundersen Großschanze      |
| 26. | 14. März 2025     | Lahti         | Compact Großschanze        |

### Continental-Cup-Siege im Team
| Nr. | Datum            | Ort      | Disziplin                      |
| --- | ---------------- | -------- | ------------------------------ |
| 01. | 17. Februar 2024 | Eisenerz | Mixed-Teamsprint Normalschanze |
| 02. | 9. März 2024     | Lahti    | Teamsprint Großschanze         |
| 03. | 15. März 2025    | Lahti    | Teamsprint Großschanze         |

## Statistik

### Weltcup-Platzierungen
| Saison  | Platz | Punkte |
| ------- | ----- | ------ |
| 2013/14 | 39.   | 0055   |
| 2014/15 | 30.   | 0119   |
| 2015/16 | 35.   | 0059   |
| 2016/17 | 31.   | 0165   |
| 2018/19 | 58.   | 0009   |
| 2019/20 | 47.   | 0008   |
| 2020/21 | 48.   | 0011   |
| 2022/23 | 20.   | 0288   |
| 2023/24 | 48.   | 0053   |
| 2024/25 | 61.   | 0020   |

### Grand-Prix-Platzierungen
| Saison | Platz | Punkte |
| ------ | ----- | ------ |
| 2014   | 12.   | 0077   |
| 2015   | 20.   | 0052   |
| 2016   | 22.   | 0036   |
| 2017   | 36.   | 0033   |
| 2019   | 41.   | 0036   |
| 2021   | 31.   | 0026   |
| 2022   | 37.   | 0013   |

### Continental-Cup-Platzierungen
| Saison  | Platz | Punkte |
| ------- | ----- | ------ |
| 2012/13 | 07.   | 0404   |
| 2013/14 | 43.   | 0058   |
| 2018/19 | 05.   | 0515   |
| 2019/20 | 01.   | 1148   |
| 2020/21 | 06.   | 0411   |
| 2021/22 | 01.   | 1406   |
| 2022/23 | 31.   | 0080   |
| 2023/24 | 03.   | 0780   |
| 2024/25 | 01.   | 0936   |

### Platzierungen bei Deutschen Meisterschaften
| 2012 Klingenthal          | 13. | –   |
| 2013 Oberstdorf           | 06. | 02. |
| 2014 Hinterzarten         | 08. | 01. |
| 2015 Oberstdorf           | 15. | 01. |
| 2016 Oberhof              | 04. | 02. |
| 2017 Klingenthal          | 10. | 10. |
| 2019 Johanngeorgenstadt   | 06. | 04. |
| 2020 Oberstdorf           | 03. | 03. |
| 2021 Oberhof              | 08. | 04. |
| 2022 Hinterzarten         | 02. | 01. |
| 2024 Oberhof/Zella-Mehlis | 04. | 03. |